# Norddeutsche Neueste Nachrichten

Logo der Website NNN.de

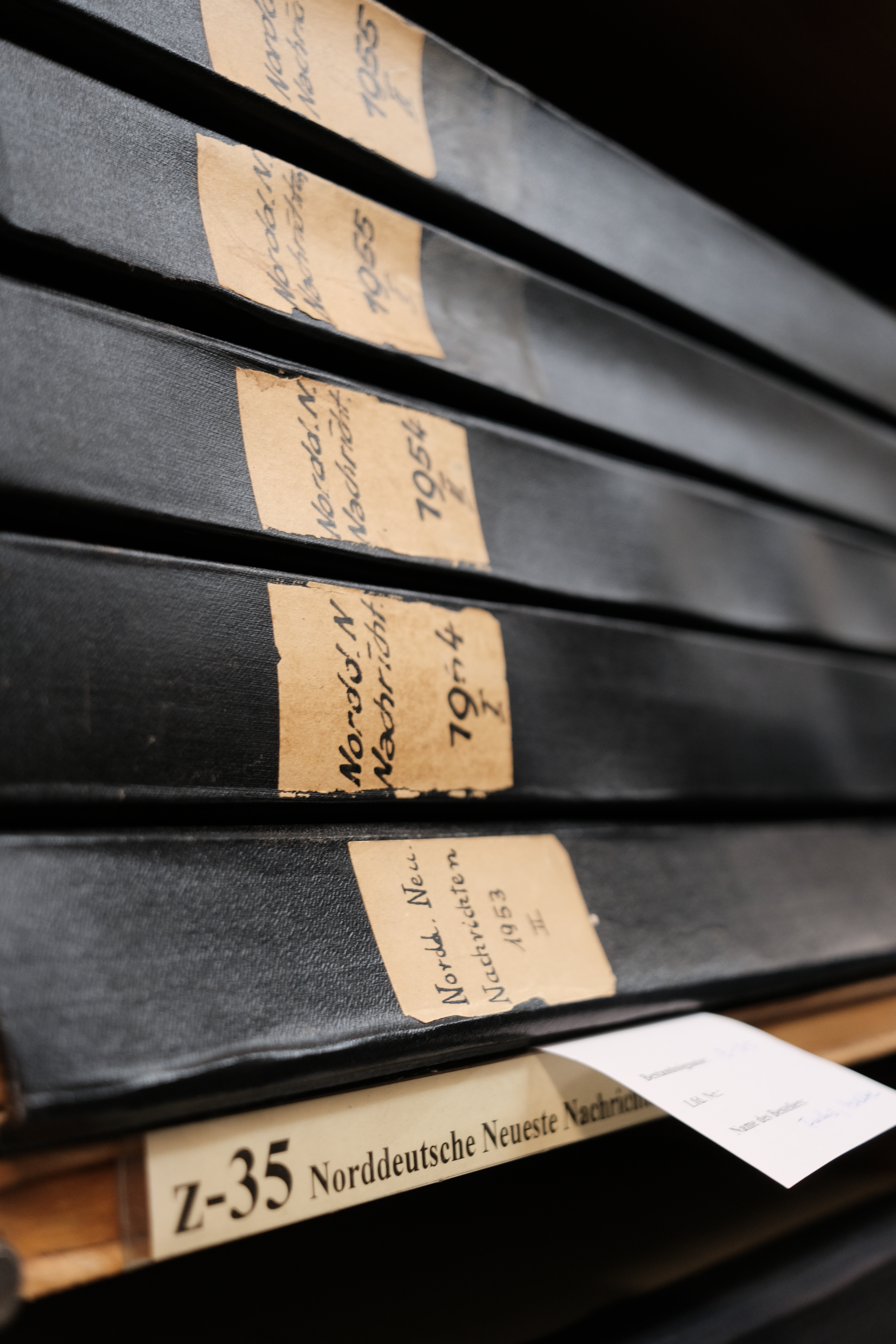
Im Rostocker Stadtarchiv lagern sämtliche Ausgaben der Norddeutschen Neusten Nachrichten seit der Erstausgabe vom 16. Februar 1953.

Norddeutsche Neueste Nachrichten (abgekürzt: NNN) ist eine seit 1953 in Rostock erscheinende lokale Tageszeitung für die Hanse- und Universitätsstadt Rostock und das Umland. Sie bildet seit Anfang der 1990er Jahre gemeinsam mit der Schweriner Volkszeitung (SVZ) eine publizistische Einheit, erscheint jedoch weiter als formal eigenständiger Zeitungstitel und mit einem umfangreichen digitalen Angebot.

## Geschichte

### 1953 bis 1990
Die Zeitung wurde unter diesem Titel am 16. Februar 1953 als Tageszeitung der National-Demokratischen Partei Deutschlands (NDPD) gegründet und erschien in den drei DDR-Nordbezirken Rostock, Schwerin und Neubrandenburg. Nach der Wende und der Wiedervereinigung distanzierten sich die NNN, wie andere Zeitungen der DDR auch, von ihrer politischen Vergangenheit.

### 1991 bis 2005
1991 kaufte der Medienkonzern Hubert Burda Media die NNN. Das Blatt entwickelte sich in Folge zu einer Lokalausgabe der Schweriner Volkszeitung für Rostock und Umgebung. Ende der 1990er Jahre folgten die NNN der Schweriner Volkszeitung in das Internet. Die SVZ war 1995 die erste deutsche Tageszeitung mit einem Online-Auftritt. 2001 trennten sich die von ihrem Sportredakteur Lutz Dessau, nachdem dessen Mitgliedschaft in der NPD bekannt geworden war.

### 2005 bis 2015
2005 verkaufte Burda Media die Zeitung zusammen mit der Schweriner Volkszeitung an den Schleswig-Holsteinischen Zeitungsverlag. Die Norddeutsche Neueste Nachrichten GmbH ist eine 100-prozentige Tochterfirma des Zeitungsverlages Schwerin GmbH & Co KG, in dem die Schweriner Volkszeitung erscheint. Alle Zeitungstitel des Unternehmens in Mecklenburg-Vorpommern werden seit 2014 unter der Marke medienhaus:nord gebündelt. Dazu gehören die Norddeutschen Neuesten Nachrichten, die Schweriner Volkszeitung und Der Prignitzer. Im Jahr 2014 erfolgte außerdem der Wechsel vom Rheinischen in das Berliner Format.

### Seit 2016
Im Frühjahr 2016 hat NOZ MEDIEN, zu der unter anderem die Neue Osnabrücker Zeitung GmbH & Co. KG gehört, die medien holding:nord gmbh (mh:n) erworben. Unter dem Dach der mh:n stehen die Tochtergesellschaften Schleswig-Holsteinischer Zeitungsverlag GmbH & Co. KG (sh:z) mit Sitz in Flensburg, die A. Beig Druckerei und Verlag GmbH & Co. KG in Pinneberg sowie das medienhaus:nord in Mecklenburg-Vorpommern. Das medienhaus:nord beheimatet die Zeitungsverlag Schwerin GmbH & Co. KG in Schwerin sowie die Norddeutschen Neuesten Nachrichten.
Im Frühjahr 2022 wurde das Erscheinungsbild der NNN-Website im Rahmen eines unternehmensweiten Relaunches verändert. Chefredakteur Michael Seidel sagte dazu: „Mit unserem neuen Portal und dem leistungsstarken System dahinter schaffen wir ein noch moderneres Newsangebot rund um die Uhr – schneller, vielseitiger und strukturierter als zuvor. Unsere erfahrenen Redakteure und Lokalreporter liefern dabei mit verlässlichen Geschichten, Videos und Grafiken alles, was unsere Leser wissen müssen.“
Im September 2023 wurde öffentlich, dass der Zeitungsverlag Schwerin ein Viertel seiner Stellen abbaut. Grund dafür sollen Kostensteigerungen, die Inflation und ein schlechtes Konsumklima sein. Von den Kürzungen waren auch die Norddeutschen Neuesten Nachrichten betroffen.
Im Januar 2024 wurde bekannt, dass der gesamte Zeitungsverlag Schwerin durch die Verlagsgruppe Schwäbisch Media gekauft wurde. Über den Kaufpreis wurde Stillschweigen vereinbart. Da den Käufern aus Baden-Württemberg bereits der Nordkurier aus dem Osten Mecklenburg-Vorpommerns gehört, sehen Kritiker mit dem Eigentümerwechsel der Schweriner Volkszeitung, sowie ihrer Titel NNN und Prignitzer, die Pressevielfalt in Mecklenburg-Vorpommern noch weiter eingeschränkt. Als einzige andere größere Lokalzeitung gibt es nur noch die Ostsee-Zeitung, die zum Madsack-Verlag gehört. Schon vor dem Kauf waren alle drei lokalen Tageszeitungen in der Hand westdeutscher Verlage.

Die erste Seite der NNN-Erstausgabe vom 16. Februar 1953.

## Angebote
Neben der klassischen gedruckten Zeitung, die montags bis samstags im Berliner Format erscheint, konzentrieren sich die NNN zunehmend auf digitale journalistische Angebote ganz nach dem Motto „Digital First“. Es werden multimediale lokale und überregionale Inhalte über die Website nnn.de, über die Nachrichten-App NNN-News sowie die ePaper-App ausgespielt. Die Abonnenten des E-Papers haben die Möglichkeit, bereits am Vorabend ab 21 Uhr digital auf die Zeitungsausgabe des Folgetages zuzugreifen.
Die Artikel für den Lokalteil der NNN werden vor Ort in den Rostock von den Reportern recherchiert. Die NNN verfügen dank drei festen Sportredakteuren außerdem über einen umfangreiche Sportberichterstattung aus Rostock.
In der NNN-Audiothek erscheinen außerdem regelmäßig Audio-Reportagen, beispielsweise mit dem Themenschwerpunkt Kultur in Rostock. Die Audiothek verfügt außerdem über verschiedene Podcast-Angebote. Das Podcast-Repertoire reicht von Politik über TrueCrime bis hin zu Themen für Kinder.

## Auflage
Die Norddeutschen Neuesten Nachrichten gehören zu den deutschen Tageszeitungen mit den größten Auflagenverlusten der vergangenen Jahre. Die verkaufte Auflage ist in den vergangenen 10 Jahren um durchschnittlich 3,3 % pro Jahr gesunken. Im Jahr 2021 ist sie dagegen um 3,4 % gestiegen. Sie beträgt gegenwärtig 5068 Exemplare. Der Anteil der Abonnements an der verkauften Auflage liegt bei 82,9 Prozent.
| 1998  | 1999  | 2000  | 2001  | 2002  | 2003  | 2004  | 2005  | 2006 | 2007 | 2008 | 2009 | 2010 | 2011 | 2012 | 2013 | 2014 | 2015 | 2016 | 2017 | 2018 | 2019 | 2020 | 2021 | 2022 | 2023 | 2024 |
| ----- | ----- | ----- | ----- | ----- | ----- | ----- | ----- | ---- | ---- | ---- | ---- | ---- | ---- | ---- | ---- | ---- | ---- | ---- | ---- | ---- | ---- | ---- | ---- | ---- | ---- | ---- |
| 14434 | 13453 | 12832 | 12332 | 11719 | 11100 | 10599 | 10032 | 9794 | 9927 | 9317 | 8843 | 8537 | 8133 | 8116 | 8131 | 7883 | 7491 | 7259 | 7233 | 7059 | 6362 | 5618 | 5809 | 5491 | 5386 | 3759 |

## Redaktion
Die Redaktion der Norddeutschen Neuesten Nachrichten befindet sich seit September 2022 in der Strandstraße 106, nahe dem Rostocker Stadthafen im Stadtteil Stadtmitte. Die Redaktionsräume wurden mit moderner Technik ausgestattet. Zuvor befanden sich die Redaktionsräume von 1994 bis 2022 in der Bergstraße 10 im Stadtteil Kröpeliner-Tor-Vorstadt. Davor waren die NNN in Rostocks zentraler Fußgängerzone, der Kröpeliner Straße, ansässig. Die NNN haben außerdem einen Standort im Ostseebad Warnemünde. Dort befindet sich die Redaktion in der Mühlenstraße 13.

## Ausbildung
Da die NNN zum Zeitungsverlag Schwerin gehören, sind die Ausbildungsmöglichkeiten zentral gebündelt. Der Zeitungsverlag Schwerin bietet die Ausbildung zu Medienkauffrau/-mann sowie ein Volontariat an.
Das Volontariat kann wahlweise als duales Masterstudium des Journalismus und der Medienwirtschaft in Zusammenarbeit mit der Fachhochschule Kiel oder als einfaches Volontariat absolviert werden. Die Volontäre erlernen während der Ausbildung alle wichtigen Fertigkeiten für den Beruf des Journalisten. Sie durchlaufen verschiedene Stationen im Unternehmen, darunter beispielsweise das Livecenter, die Landesredaktion und verschiedene Lokalredaktionen.